# Bernard Chartreux
Pour les articles homonymes, voir Chartreux (homonymie).
Bernard Chartreux est un dramaturge, metteur en scène, traducteur et acteur français, né en 1942 à Dombasle-sur-Meurthe (Meurthe-et-Moselle).

## Biographie
Diplômé en philosophie en 1965, Bernard Chartreux a commencé sa carrière comme maître auxiliaire toute catégorie pendant 3 ans. Il fut ensuite comédien-animateur au théâtre pour enfants de la Comédie de Caen entre 1970 et 1972. Il écrit durant ces 2 années deux pièces pour enfants : Le Château dans les champs et Les Aventures d'Albert le renard, cette dernière pièce étant jouée au festival d'Avignon en 1972.
Bernard Chartreux a par la suite été dramaturge au Théâtre national de Strasbourg entre janvier 1975 à 1983 ainsi qu'au Théâtre Nanterre-Amandiers en 1990, à chaque fois sous la houlette de Jean-Pierre Vincent.
Le dramaturge a par ailleurs été chargé de cours à l'Institut d’Études Théâtrales de l'Université Paris Ouest Nanterre La Défense en 1973-1974.

## Œuvres
- Le Château dans les champs, Stock, 1973
- Ah Q, Ah Kiou tragédie chinoise d'après Lou Sin, Christian Bourgois, 1975
- Les Aventures d'Albert le renard, 1973
- Maximilien Robespierre, tragédie-rêverie, Éditions du Théâtre de Carouge - Atelier de Genève, 1977
- Jean-Jacques Rousseau : parole de femmes, avec Jean Jourdheuil, L'Avant scène, 1978
- Violences à Vichy, Stock, 1980
- Rester Partir, une passion sous les tropiques, Edilig, 1982
- Dernières nouvelles de la peste, Edilig, 1983
- Cacodémon Roi, Dérives-Solin, 1984
- Le Tombeau d'Atrée, d'après l'Orestie d'Eschyle, Poitiers, A.G.A.T., 1984
- Un homme pressé, Edilig, 1987
- Cité des oiseaux, Écritures théâtrales, 1989
- Le Roi de Patagonie, 1994
- Violences à Vichy II, Éditions théâtrales, 1995
- Hélène et Fred, Éditions théâtrales, 1997